# Joanna Guze

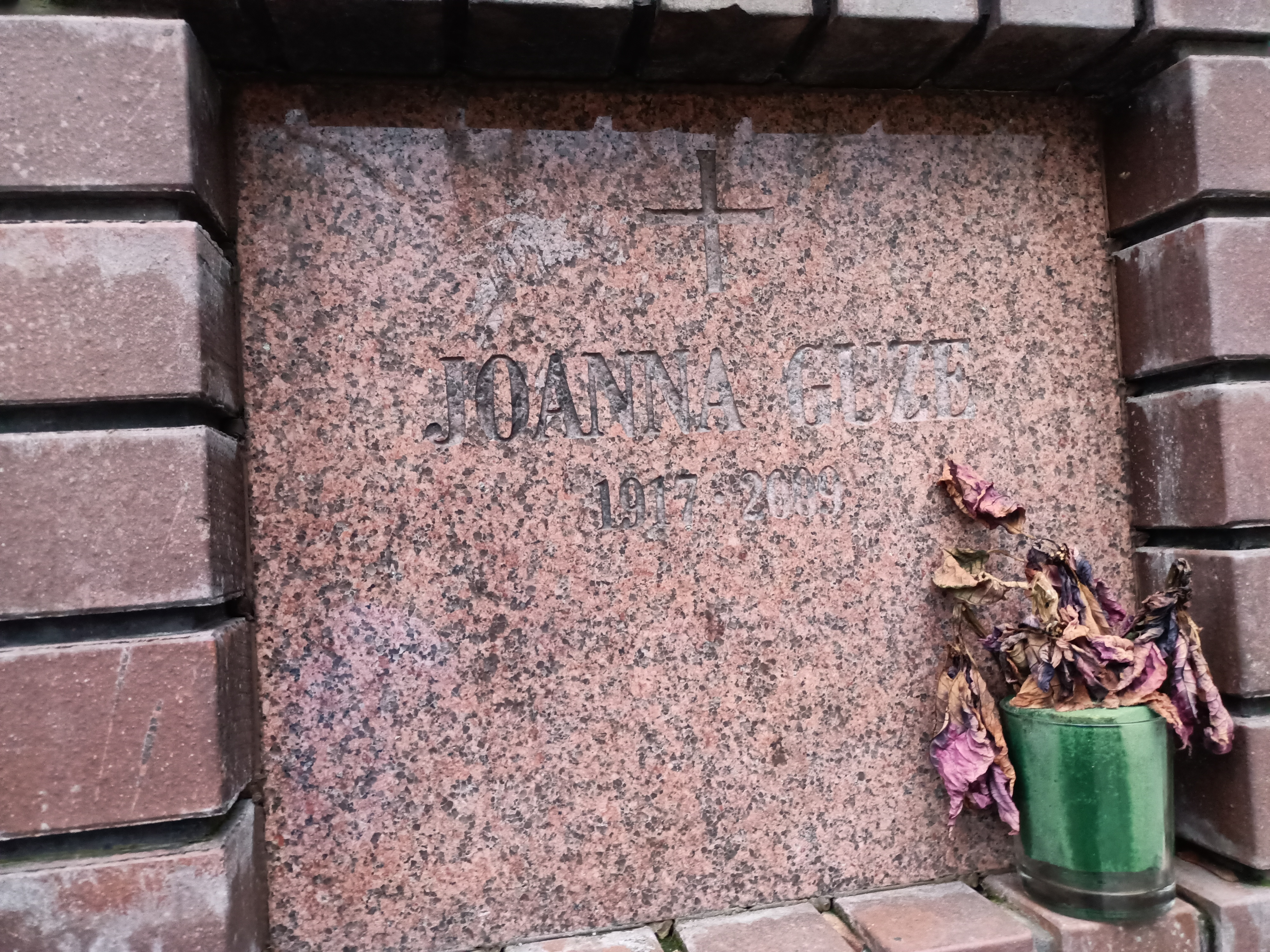
Grób Joanny Guze na cmentarzu Powązkowskim w Warszawie

Joanna Guze (ur. 30 listopada 1917 w Żytomierzu, zm. 12 stycznia 2009 w Warszawie) – polska tłumaczka, krytyk i historyk sztuki, popularyzatorka malarstwa.

## Życiorys
Urodziła się w rodzinie Ignacego Guzego, lekarza, i Łucji z Szaynowskich, nauczycielki. Uczęszczała do szkół we Lwowie: najpierw do Prywatnego Gimnazjum Żeńskiego im. Juliusza Słowackiego, a potem do Prywatnego Gimnazjum Żeńskiego im. Zofii Strzałkowskiej, w którym w 1935 zdała maturę. Od 1937 studiowała filozofię i historię sztuki na Uniwersytecie Jana Kazimierza.
Po wybuchu II wojny światowej kontynuowała studia na Wydziale Historycznym na Uniwersytecie im. Iwana Franki. Po inwazji Niemiec na ZSRR przebywała m.in. w Kijowie i w Kazachstanie. Pracowała m.in. w kołchozie, w fabryce tkackiej, budowie elektrowni wodnej na Amu-darii w miasteczku Biegowat. W 1943 przyłączyła się do Armii Polskiej w ZSRR, z którą dotarła do Lublina. Pełniła funkcję oficera oświatowego.
Początkowo pracowała w Instytucie Kultury w Lublinie, w 1945 zamieszkała w Krakowie, w zarządzie miasta Krakowa zajmowała się również kulturą. W 1946 przeniosła się do Łodzi. Podjęła współpracę z tygodnikiem „Kuźnica”, na którego łamach debiutowała jako tłumaczka przekładami fragmentu powieści Anatolija Winogradowa Trzy barwy czasu (1946 nr 36). Publikowała artykuły i teksty krytyczne dotyczące sztuk plastycznych w „Kuźnicy” (do 1949), a później także w „Nowej Kulturze” (1952–1960) i „Świecie” (1952–1955). Około 1949 zamieszkała w Warszawie. W latach 1952–1983 była członkiem Związku Literatów Polskich, a od 1957 członkiem Sekcji Tłumaczy Polskiego PEN Clubu. W latach 1961–1972 drukowała recenzje w piśmie „Film”. Została członkiem Międzynarodowego Stowarzyszenia Krytyków Sztuki (AICA) oraz Międzynarodowej Federacji Krytyków Filmowych (FIPRESCI). W latach 60. i 70. współpracowała z Polskim Radiem jako autorka i adaptatorka słuchowisk (także dla dzieci i młodzieży). W 1978 podpisała deklarację założycielską Towarzystwa Kursów Naukowych.
Była autorką przekładów licznych dzieł literatury francuskiej, m.in. powieści Dżuma i Upadek Alberta Camusa, Trzech muszkieterów Aleksandra Dumasa, Pamiętniki zza grobu Chateaubrianda, pisma o sztuce (Charles’a Baudelaire’a, Paula Valéry’ego, André Malraux) i Listy do brata Vincenta van Gogha. W początkach kariery przetłumaczyła też kilka utworów z języka rosyjskiego, w tym Ojców i dzieci Iwana Turgieniewa. Wydała tomy monograficznych szkiców i opowieści, m.in. Impresjoniści (1964), Na tropach sztuki (1968), Twarze z portretów (1974), Wśród bohaterów kina (1983), Dialogi ze sztuką (1992). Była także autorką wstępów, komentarzy oraz słuchowisk radiowych dla młodzieży.   
Była członkiem Stowarzyszenia Pisarzy Polskich. 23 sierpnia 1980 roku dołączyła do apelu 64 uczonych, pisarzy i publicystów do władz komunistycznych o podjęcie dialogu ze strajkującymi robotnikami.   
Matka Justyny Guze, historyka sztuki.   
Zmarła w Warszawie, pochowana na cmentarzu Powązkowskim (kwatera Kolumbarium-39-2).

## Tłumaczenia
- Anatolij Winogradow, Trzy barwy czasu, Książka i Wiedza, Warszawa 1949.
- Ilja Erenburg, Nadzieja pokoju, Książka i Wiedza, Warszawa 1951.
- Iwan Turgieniew, Ojcowie i dzieci, Książka i Wiedza, Warszawa 1951.
- Jules Verne, Szkoła robinsonów, Nasza Księgarnia, Warszawa 1951.
- Sergiusz Dikowski, Dalekie strażnice, Nasza Księgarnia, Warszawa 1952.
- Prosper Mérimée, Żakeria, Książka i Wiedza, Warszawa 1952.
- Prosper Mérimée, Teatr Klary Gazul, aktorki hiszpańskiej, Państwowy Instytut Wydawniczy, Warszawa 1953.
- Aleksander Ostrowski, Małżeństwo Bieługina. Komedia w 5 aktach, Państwowy Instytut Wydawniczy, Warszawa 1955.
- Alexandre Dumas, Trzej muszkieterowie, Iskry, Warszawa 1955.
- Albert Camus, Dżuma, Państwowy Instytut Wydawniczy, Warszawa 1957.
- Albert Camus, Upadek, Państwowy Instytut Wydawniczy, Warszawa 1957.
- Albert Camus, Człowiek zbuntowany, Instytut Literacki, Paris 1958 (przekład niepodpisany).
- Albert Camus, Wygnanie i królestwo, Państwowy Instytut Wydawniczy, Warszawa 1958.
- Prosper Mérimée, Kronika z czasów Karola IX, Państwowy Instytut Wydawniczy, Warszawa 1958.
- Charles Baudelaire, Paryski spleen. Poematy prozą, Państwowy Instytut Wydawniczy, Warszawa 1959.
- François Carco(inne języki), Spotkania ze sobą, Wydawnictwo Literackie, Kraków 1959.
- Claude Roy, Nieszczęścia kochania, Państwowy Instytut Wydawniczy, Warszawa 1960.
- Charles Baudelaire, O sztuce. Szkice krytyczne, Ossolineum, Wrocław 1961.
- Malarze mówią o sobie, o swojej sztuce, o sztuce innych, Wydawnictwo Literackie, Kraków 1963.
- Vincent van Gogh, Listy do brata, przeł. Joanna Guze i M. Chełkowski, Czytelnik, Warszawa 1964.
- Daumier w oczach własnych i w oczach przyjaciół, Państwowy Instytut Wydawniczy, Warszawa 1967.
- Paul Cézanne, Listy, Państwowy Instytut Wydawniczy, Warszawa 1968.
- Corot w oczach własnych i w oczach przyjaciół, Państwowy Instytut Wydawniczy, Warszawa 1968.
- Eugène Delacroix, Dzienniki. Cz. 1. 1822–1853; Cz. 2. 1854–1863. Przeł. Joanna Guze i Julia Hartwig, Ossolineum, Wrocław 1968.
- Dominique Vivant Denon, Chwila ulotna, Państwowy Instytut Wydawniczy, Warszawa 1970.
- Fernand Léger, Funkcje malarstwa, Państwowy Instytut Wydawniczy, Warszawa 1970.
- Charles Nodier, Skarb z Poletka Bobu i Kwiat Groszku. Czarodziejska bajka, Nasza Księgarnia, Warszawa 1970.
- Michel Butor, Powieść jako poszukiwanie: wybór esejów, Czytelnik, Warszawa 1971.
- Albert Camus, Eseje, Państwowy Instytut Wydawniczy, Warszawa 1971.
- Alfred de Musset, Lorenzaccio, Państwowy Instytut Wydawniczy, Warszawa 1972.
- Vercors, Tratwa Meduzy, Czytelnik, Warszawa 1972.
- Anthelme Brillat-Savarin, Fizjologia smaku albo Medytacje o gastronomii doskonałej, Państwowy Instytut Wydawniczy, Warszawa 1973.
- Paul Valéry, Rzeczy przemilczane. Z pism o sztuce, Państwowy Instytut Wydawniczy, Warszawa 1973.
- Michaił Ałpatow, Rublow, Państwowy Instytut Wydawniczy, Warszawa 1975.
- Théophile Gautier, Pisarze i artyści romantyczni. Szkice, wspomnienia, groteski, Czytelnik, Warszawa 1975.
- Jules Amadée Barbey d’Aurevilly, Diable sprawy, Państwowy Instytut Wydawniczy, Warszawa 1978.
- Théophile Gautier, Podróż do Hiszpanii, Państwowy Instytut Wydawniczy, Warszawa 1979.
- Charles Nodier, Wróżka okruchów i inne opowieści, Państwowy Instytut Wydawniczy, Warszawa 1979.
- Benjamin Constant, Dzienniki poufne, Czytelnik, Warszawa 1980.
- Edmond i Jules de Goncourt, Sztuka XVIII wieku, Czytelnik, Warszawa 1981.
- André Malraux, Przemiana bogów, t. 2 Nierzeczywiste, Krajowa Agencja Wydawnicza, Warszawa 1985.
- Edmond i Jules Goncourt, Dziennik. Pamiętnik z życia literackiego [wybór], Państwowy Instytut Wydawniczy, Warszawa 1988.
- Alfred de Vigny, Wielkość i niewola wojskowego stanu, Czytelnik, Warszawa 1990.
- François René de Chateaubriand, Pamiętniki zza grobu [wybór], Państwowy Instytut Wydawniczy, Warszawa 1991.
- Jean Cassou i in., Encyklopedia symbolizmu, Wydawnictwa Artystyczne i Filmowe, Warszawa 1992.
- André Malraux Antypamiętniki, Czytelnik, Warszawa 1991.
- André Gide, Dziennik [wybór], Krąg, Warszawa 1992.
- Gérard de Nerval, Córki ognia, Oficyna Literacka, Kraków 1993.
- Jules Renard, Dziennik [wybór], Krąg, Warszawa 1993.
- Albert Camus, Notatniki 1935–1959, Krąg, Warszawa 1994.
- Albert Camus, Pierwszy człowiek, Państwowy Instytut Wydawniczy, Warszawa 1995.
- Pierre Courthion, Malarstwo flamandzkie i holenderskie, Arkady, Warszawa 1996.
- Henri-Frédéric Amiel, Dziennik intymny [wybór], Czytelnik, Warszawa 1997.
- Albert Thibaudet, Historia literatury francuskiej. Od Rewolucji Francuskiej do lat trzydziestych XX wieku, Państwowe Wydawnictwo Naukowe, Warszawa 1997.
- Historia sztuki 1000–2000 pod red. A. Mérota, przeł. H. Andrzejewska, J. Guze, P. Wrzosek, Arkady, Warszawa 1998.
- Charles Baudelaire, Rozmaitości estetyczne, słowo/obraz terytoria, Gdańsk 2000.
- Alain Besançon, Przekleństwo wieku. O komunizmie, narodowym socjalizmie i jedności Zagłady, Czytelnik, Warszawa 2000.
- Jean-Pierre Davidts, Mały Książę odnaleziony, Świat Książki, Warszawa 2000.
- Jacques Le Goff, Święty Franciszek z Asyżu, Czytelnik, Warszawa 2001.
- Pierre Cabanne, Encyklopedia art déco, [przekład uzupełniła A. Sieradzka], WAiF – PWN, Warszawa 2002.
- Consuelo de Saint-Exupéry, Pamiętnik róży, Znak, Kraków 2002.

## Publikacje
- Joanna Guze, Kulisiewicz, Sztuka, Warszawa 1956.
- Joanna Guze, Impresjoniści, Wiedza Powszechna, Warszawa 1964.
- Joanna Guze, Na tropach sztuki, Nasza Księgarnia, Warszawa 1968.
- Joanna Guze, Twarze z portretów, Państwowy Instytut Wydawniczy, Warszawa 1974.
- Joanna Guze, Spotkania w muzeum świata, Nasza Księgarnia, Warszawa 1976.
- Joanna Guze, Wśród bohaterów kina, Nasza Księgarnia, Warszawa 1983.
- Joanna Guze, Dialogi ze sztuką, Oficyna Literacka, Kraków 1992.
- Joanna Guze, Albert Camus – los i lekcja, Fundacja Zeszytów Literackich, Warszawa 2004.

## Odznaczenia i nagrody
- Złoty Krzyż Zasługi (1975)
- Nagroda Polskiego PEN Clubu (1975)
- Nagroda literacka Stowarzyszenia Autorów ZAiKS dla tłumaczy (1984)[4]
- Nagroda Stowarzyszenia Tłumaczy Polskich (1986
- Nagroda im. Pawła Hertza dla tłumaczy przyznana przez redakcję „Zeszytów Literackich” (2007)
- Odznaka honorowa Stowarzyszenia Autorów ZAiKS (2008)[4]

Źródło:.